# سیلوانو چامپی
سیلوانو چامپی (ایتالیایی: Silvano Ciampi؛ زادهٔ ۲۲ فوریهٔ ۱۹۳۲) دوچرخه‌سوار اهل ایتالیا است.